# شيخدر أباد
شيخدر أباد هي قرية في مقاطعة ميانة، إيران. عدد سكان هذه القرية هو 2,154 في سنة 2006.